# 1639

## أحداث
- تأسيس مدينة تشيناي وتقع حاليا في الهند.
- تأسيس مدينة سافونلينا وتقع حاليا في فنلندا.
- تأسيس مدينة هامينلينا وتقع حاليا في فنلندا.
- نهاية الحرب العثمانية الصفوية في 1639 والتي بدأت في 1623.
- 14 مارس - تسمية جامعة هارفارد على الكاهن جون هارفارد
- مراد الرابع يضم بغداد للدولة العثمانية.
- 17 مايو - عقد معاهدة زهاب بين الدولة العثمانية والدولة الصفوية في كركوك لتثبيت حدود العراق الشرقية و انتهاء الحرب العثمانية الصفوية (1623-1639)

## مواليد
- عبد الملك العصامي مؤرخ من أهل مكة.
- جان راسين
- الحسن الهبل

## وفيات
- فصيح الدين الهروي